# Усть-Медведицкий округ
Усть-Медве́дицкий о́круг — административная единица в области Войска Донского Российской империи; окружное управление было в станице Усть-Медведицкая.
Занимал центр северного отрезка области, имея направление с юго-запада на северо-восток; рекой Дон разделялся на 2 части: южную, меньшую, лежащую по правую сторону, и северную, большую — по левую сторону реки.

## История
К началу XX века область Войска Донского состояла из 9 округов: 1-го Донского, 2-го Донского, Донецкого, Усть-Медведицкого, Хопёрского, Черкасского, Ростовского, Сальского и Таганрогского.
В 1886 году западная часть Усть-Медведицкого округа присоединена к Донецкому округу.
В 1918 году из частей Усть-Медведицкого, Донецкого и Хопёрского округов был образован Верхне-Донской.
Казаки округа служили в следующих частях: Лёгкая кавалерия — 3-й Донской Ермака Тимофеева, 15-й Донской генерала Краснова 1-го, 17-й Донской генерала Бакланова, 20-й, 32-й, 34-й, 37-й, 49-й, 51-й, Конная артиллерия — 5-я, 12-я, 19-я Донские казачьи батареи, отдельные сотни — 5-я, 19-я, 20-я, 21-я, 22-я, 23-я, 24-я.
В начале XX века в станице Усть-Медведицкая в младенчестве жила в приёмной семье (незаконнорождённая?) дочь великого князя Михаила, племянница императора Николая II Клавдия Михайловна Аверина.
С упразднением Области Войска Донского 20 марта 1920 года Усть-Медведицкий округ вошёл в состав Донскую область. Постановлением ВЦИК от 4 апреля 1921 г. Усть-Медведицкий округ включён в Царицынскую губернию.
24 мая 1928 года после образования Нижне-Волжской области Усть-Медведицкий округ был ликвидирован.

## Современное состояние
На территории бывшего Усть-Медведицкого округа Области войска Донского сейчас располагаются территории городов Михайловка, Фролово, Даниловский, Клетский, Кумылженский, Серафимовичский, Фроловский, Ольховский и Котовский районы Волгоградской области и Боковский район Ростовской области

## География
Протяжение в длину по прямой, исходящей из самой крайней точки, достигало 300 вёрст, ширина 70—100 вёрст. Площадь округа — 18 084 вёрст², или 1 882 544 десятины. Характер местности довольно разнообразный: холмы, глубокие падины с богатою растительностью сменяются ровною степью, песчаными наносами, но в общем преобладает волнистый рельеф местности, особенно резко выраженный в южной части округа и постепенно сглаживающийся в северной, по мере приближения к границе Саратовской губернии. Почва почти на всем пространстве годна для хлебопашества, процент удобной земли составляет около 30 %; преобладает чернозём, суглинок, местами встречаются песчаники и солончаки.
Округ был сравнительно небеден водой, особенно в северной части: кроме Дона, прорезывавшего округ на протяжении 150 вёрст, имелись значительные притоки — в северной части рек Хопер и Медведица, а в южной — река Чир, из этих притоков наибольшее значение имела река Медведица, которая протекала по всему округу в северной его части, начиная от границы Саратовской губернии и вплоть до впадения в реку Дон, принимая в себя с левой стороны крупный приток — реку Арчеду, которая также не выходила из пределов округа. Реки Хопер и Чир входили в водную систему округа незначительными отрезками. Как Дон, так и Медведица были богаты рыбой. Станицы, расположенные в этом отрезке Дона, славились своими осетровыми и стерляжьими промыслами; река Медведица была поставщицей лещей, судаков и мелкой рыбы. Впоследствии улов сильно упал, но все же берега Дона были усеяны рыбацкими шалашами, и рыба составляла важный продукт пищи и предмет торговли. Озёр было свыше 200, главным образом заливных, которые также изобиловали рыбой и, сдаваемые с торгов в аренду, составляли крупную статью станичных доходов.
Лесная растительность была довольно скудной — от станичных лесов остались небольшие перелески, за редкими исключениями, как, например, вблизи хутора Ольховского, где казаки сумели сохранить свои лесные участки; только казённые дачи да частновладельческие и монастырские спасали округ от полного обезлесения. Площадь, занятая лесом, определялась в 100 тыс. дес. Преобладающими породы были: дуб, ольха, вяз. Станицы округа были богаты садами и левадами, в последних исключительно произрастали вербы. В падинах и по крупным оврагам встречались небольшие перелески: по склонам холмов произрастали кустарниковые породы — боярышник, барбарис, по мокрым низинам — хворост и лозняк. Округ был богат пойменными лугами, дававшими после хорошего разлива такой большой урожай травы, что значительная часть её оставалась неубранной и гибла под ногами скота. Преобладающими травами являлись здесь осоковые. Много также было и степных суходольных покосов, главным образом по долинам, по оврагам, по старым заброшенным пашням; лесных покосов было совсем мало.

## Население
В 1820 году в округе проживало 107 650 жителей.
Жителей (1897) 247 820 (122 452 мужчины и 125 368 женщин); на 1 версту² приходилось 13,8 жителя. В том числе русские — 214 713, украинцы — 26 228, немцы — 4831. Слабее населены были в области только округа Второй Донской (10,3) и Сальский (4,5). Казаки составляли 75 % всего населения, большинство православные; раскольников около 24 тыс., 849 населённых пунктов, причисленных к 18 станицам и 8 волостям.

## Административное деление
В 1918 году в состав округа входили:
| № п/п | Юрт                  | Станица              | Хутора |
| ----- | -------------------- | -------------------- | --- |
| 1     | Арчадинский          | Арчадинская          | Абрамов, Андрюнин, Безыменка, Гуров, Дворков, Еругин, Ильмень, Калин, Кундрюческий, Княжин, Мироничев, Нижнявский, Никуличев, Пинкин, Посольский, Раков, Сухов-1, Сухов-2, Сухораков, Фетисов, Черемухов, Чичикин |
| 2     | Березовский          | Берёзовская          | Бобров, Булгурин, Заплавский, Крепин, Кувшинов, Ловягин, Петрушин, Плотников, Попов, Рогачев, Рубежный |
| 3     | Глазуновский         | Глазуновская         | Гаврилов, Зимняцкий, Караичев, Киреев, Мокрый, Мостовской, Суходол, Чеплыженский, Чиганаки |
| 4     | Етеревский           | Етеревская           | Больше-Орешкин, Большой, Буянов, Глушицкий, Ильмень, Мало-Орешкин, Медведев, Мисютин, Мохов, Попов, Субботин, Тишанский, Фатеев |
| 5     | Кепинский            | Кепинская            | Барышников, Боерацкий, Ветютнев, Головской, Грачев, Демочкин, Игнатов, Княжеский, Колобродов, Королев, Курин, Марочкин, Назаров, Орехов, Пономарев, Попов, Прудков, Сальский, Семенов, Стойлов, Усов, Чахоткин |
| 6     | Кременской           | Кременская           | Амелин, Больше-Уланский, Верховский, Ветютнев, Выездин, Головской, Духов, Дубовской, Дубровка, Зимовской, Калинов, Кривской, Лебяжий, Летовский, Любимов, Мало-Уланский, Маноцкий, Орлов, Отрог, Подгорский, Подов, Саушкин, Скоровский, Терновский, Фролов, Чернополянский, Шляхов, Шурупов                                                                     |
| 7     | Клетский             | Клетская             | Атаманский,Борисов, Верхне-Саломаков, Власов, Вралев, Евстратов, Захаров, Запертов, Иванушкин, Калмыков, Караженский, Клетско-Почтовский, Ластушинский, Майорский, Манойлин, Меловской, Нижне-Затон, Нижне-Саломаков, Орлов, Платонов, Поднижний, Подпешенский, Пузин, Рожков, Рубеж, Рыбкин, Сармин, Селиванов, Старо-Клетский, Цымлов                          |
| 8     | Малодельский         | Малодельская         | Арчадин, Атаманский, Высоковский, Горин, Дундуков, Киреев, Ключевский, Кудряшов, Куркин, Мищенков, Муравьев, Ново-Ольховский, Прудков, Ружейников, Щербаков |
| 9     | Ново-Александровский | Ново-Александровская | Вершинин, Ендова, Козлов, Красный, Пичугин, Подольховский, Седов, Точилкин, Чиганаки, Шашкин |
| 10    | Островской           | Островская           | Верхне-Коробков, Гречушин, Гуров, Дорожинский, Каменский, Климов, Киреев, Краснянский, Нижне-Коробков, Попков, Попов, Пшеничкин, Разуваев, Рогачев, Романов, Тарасов, Филин |
| 11    | Перекопский          | Перекопская          | Дружинин, Ермаков, Казин, Коловертов, Краинский, Лапушин, Логовский, Майорский, Меловской, Орехов, Осинов, Перекопский, Платов, Подстепинский, Свечников, Середин, Ярковский |
| 12    | Распопинский         | Распопинская         | Базки, Бобров, Больше-Донщинка, Больше-Осинов, Беловско-Немухин, Беловско-Соин, Верхне-Черенский, Вязовской, Глубоков, Головской, Зотов, Избушин, Калачев, Красноярский, Липов, Мало-Донщинка, Мало- Осинов, Медвежий, Моксарев, Ново-Царицын, Перелазов, Петров, Подпешин, Сычев, Угольский                                                                     |
| 13    | Раздорский           | Раздорская           | Башкирский, Глинов, Зеленовский, Илясов, Кашулин, Кудинов, Перелазов, Попов, Сеннов |
| 14    | Сергиевский          | Сергиевская          | Большой Лычак, Заполянский, Малый Лычак, Орлов, Отрог, Попов, Солонов, Секачев, Цепаев |
| 15    | Скуришенский         | Скуришенская         | Блинов, Грязнинский, Катасонов, Медведев, Минаев, Могилевский, Орлинский, Рогожин, Перепольский, Себряков, Сеничкин, Степанов, Теркин, Тишанский, Трясин, Чумаков, Цыкунов |
| 16    | Усть-Медведицкий     | Усть-Медведицкая     | Беляев, Буерак-Сенюткин, Березов, Буерак-Попов, Будыльский, Варламов, Верхне-Фомихин, Вяжной, Демин, Денищенский, Жирков, Затон, Караичев, Коротков, Клетско-Почтовый, Кузнечиков, Кужной, Малахов, Нижне-Фоминых, Нижне-Царицын, Отрог, Песчаный, Пичугин, Прилипов, Пронин, Средне-Царицин, Старо-Пронин, Старо-Сенюткин, Хохлачев, Хаванский, Шемякин, Ярской |
| 17    | Усть-Хопёрский       | Усть-Хопёрская       | Астахов, Бахмуткин, Белавин, Бобров, Большой, Верхне-Калмыков, Горбатов, Девяткин, Елань, Затон, Зимовной, Избушенский, Каледин, Карасев, Клинов, Котов, Крутовской, Нижне-Калмыков, Пронин, Рубашкин, Рыбный, Средне-Крутов, Тюковной, Ушаков, Усть-Клиновский, Чеботарев, Ягодный, Еланский.                                                                   |

## Экономика
Из 1 883 664 десятин принадлежало: казачьим станицам — 1 518 860, крестьянам в наделе — 27 646, частным владельцам — 60 743, церквам и другим учреждениям — 5252; кроме того, отведено в пользование чиновников — 121 254 дес. Войсковой земли: отведённой — 28 620, под лесом — 23 367, свободной — 97 922 дес. Из свободных войсковых земель сдавались в аренду свыше 40 тыс. дес.; средняя арендная плата за десятину составляла 1 руб. 67 коп. в год (1897). Удобной земли считалось 1 466 041, леса — 100 016 дес.; остальные 317 607 дес. — среднеудобные и неудобные пространства.
Усть-Медведицкий округ был чисто земледельческий: хлебопашество и скотоводство составляли главнейшее занятие населения. Под посевами было 322 тыс. дес. Высевалось ежегодно до 180 000 четвертей хлеба, снималось в год среднего урожая 1 700 000 четвертей; средняя урожайность колебалась около 5—6 четвертей; значительным был вывоз хлеба. Господствовала залежная система. Главные хлеба — пшеница, овёс и просо, реже ячмень, рожь, горох, чечевица. Значительной была культура льна. Бахчеводство развито (13 860 дес.): нет ни одного дома, который не имел бы своей бахчи; сеяли преимущественно арбузы, тыквы и дыни; в южной части, ближе к границе Саратовской губернии, близ Грязе-Царицынской железной дороги, бахчеводство принимало форму промысла, но занимались им не столько казачье население, сколько пришлый элемент, арендуя казачьи юрты. Огородничество было в большом ходу, но только для собственного потребления, так как сбыта совсем не было. В южном отрезке округа встречались виноградники, но небольших размеров (101 сад, 33 десятины): возделывался почти исключительно столовый сорт виноград.
Скотоводство, как рабочее, так и промышленное, составляло довольно видную отрасль хозяйства в северо-восточной части, примыкающей к Хопёрскому округу, а отчасти и в южной; развивалось мелкое прасольство, процветали скотские ярмарки, на которых формировались значительные партии скота для крупных городов, преимущественно для Москвы и Петербурга. В 1898 году числилось лошадей у казаков 50 414 (в том числе рабочих — 35 312, табунных — 6727, строевых — 8375), у крестьян и других лиц — 6852; волов рабочих — 99 139, коров — 64 055, молодого рогатого скота — 101 742 голов, овец 231 113 (тонкорунных — 2244), коз — 19 621, свиней — 50 534, верблюдов — 346.
Хлебных магазинов было 161, в них налицо было хлеба 42 261 четверть, в ссудах и недоимках 47 665 четвертей. Продовольственных капиталов не было. Фабрик и заводов имелось 712, с 1036 рабочими и производством на 784 тыс. руб.; самое значительное производство — мукомольное. Торговля в станицах, слободе Михайловке и на 69 ярмарках; главные её предметы — хлеб, скот и сено. За отсутствием на местах крупных рынков и за неимением подвозных путей к отдалённым торговым пунктам положение производителей было крайне незавидным: в Усть-Медведицком округе более, чем где-либо, процветало «тарханство», то есть власть мелких скупщиков, пользовавшимися с громадной для себя выгодой всеми затруднительными для производителя случаями. Усть-Медведицкий округ был беден путями сообщения: только одна Грязе-Царицынская железная дорога перерезала северную часть округа на 95 верст; пароходство по Дону прекратилось; грунтовые дороги крайне неустроены. Пристаней на Дону 3, станций железных дорог 4; из них значительная — Себрякова (в 1899 году с неё было отправлено 2708 тыс. пудов, разгружено — 3328 тыс. пудов). Почтово-телеграфных отделений 5, одних почтовых — 6. Медицинских участков 5, больниц 5, аптек 6, врачей 12, низшего медицинского персонала 14. Учебных заведений 65, из них 1 среднее, 1 окружное, 1 духовное, 1 профессиональное; остальные — станичные и сельские школы. За скудостью средств, отпускаемых на школьное дело, последнее было поставлено неудовлетворительно. Православных церквей 59, монастырей 2, часовен 3, единоверческая церковь — 1, часовня 1, раскольничьих молелен 11.

## Знаменитые люди
- Крюков, Фёдор Дмитриевич (1870—1920) — писатель, участник Белого движения.
- Поляков, Павел Сергеевич (1902—1991) — писатель, эмигрант, автор романа «Смерть Тихого Дона»
- Миронов, Филипп Кузьмич (1872—1921) — советский военачальник, командарм 2-й конной армии.
- Блинов, Михаил Федосеевич (1892—1919) — советский военачальник, командир кавалерийской дивизии 9-й армии.
- Попов, Маркиан Михайлович (1902—1969) — генерал армии, Герой Советского Союза.
- Серафимович, Александр Серафимович (1863—1949) — советский писатель.
- Недорубов, Константин Иосифович (1889—1978) — участник Первой мировой, Гражданской и Великой Отечественной войн, полный Георгиевский кавалер, Герой Советского Союза, командир эскадрона, гвардии капитан.
- Блинов, Константин Минаевич (1911—1943) — советский танкист, старший лейтенант, Герой Советского Союза.
- Свечников, Михаил Степанович (1881—1938) — подполковник Русской императорской армии, участник обороны крепости Осовец, советский военачальник, военный историк, военный теоретик, один из авторов идеологии и концепции создания специальных сил, комбриг (1935).
- В 1902 году известный композитор В. И. Сокальский был прокурором при Усть-Медведицком окружном суде[8].